# Norrsunda socken
Norrsunda socken i Uppland ingick i Ärlinghundra härad och är sedan 1971 en del av Sigtuna kommun, från 2016 inom Norrsunda-Skånela distrikt.
Socknens areal är 34,05 kvadratkilometer, varav 32,49 land.   År 1951 fanns här 1 102 invånare. Godset Vallstanäs, Rosersbergs slott, tätorten Rosersberg samt sockenkyrkan Norrsunda kyrka ligger i socknen. 

## Administrativ historik
Norrsunda socken har medeltida ursprung. 
Vid kommunreformen 1862 övergick socknens ansvar för de kyrkliga frågorna till Norrsunda församling och för de borgerliga frågorna till Norrsunda landskommun. Landskommunen inkorporerades 1952 i Märsta landskommun  som 1971 uppgick i Sigtuna kommun. Församlingen införlivade 1998 Skånela församling.
1 januari 2016 inrättades distriktet Norrsunda-Skånela, med samma omfattning som Norrsunda församling hade 1999/2000 och fick 1998, och vari detta sockenområde ingår.
Socknen har tillhört län, fögderier, tingslag och domsagor enligt vad som beskrivs i artikeln Ärlinghundra härad. De indelta soldaterna tillhörde Upplands regemente, Hundra Härads kompani.

## Geografi
Norrsunda socken ligger norr om Stockholm, sydväst om Arlanda och med fjärden Skarven i väster och sjön Fysingen i sydost. Socknen är en slättbygd med inslag av skog, främst i väster och norr.

## Fornlämningar
Från järnåldern finns ett 30-tal gravfält och två fornborgar. Tolv runstenar har påträffats.

## Namnet
Namnet skrevs 1334 Norsundume och innehåller nor, 'avsnörd hamnbassäng' och sund. Det syftar på kyrkans läge vid ett forntida sund som ledde till en smal vik eller sjö.